# Rouzerville
Rouzerville es un lugar designado por el censo ubicado en el condado de Franklin en el estado estadounidense de Pensilvania. En el año 2000 tenía una población de 862 habitantes y una densidad poblacional de 507 personas por km².

## Geografía
Rouzerville se encuentra ubicado en las coordenadas 39°43′59″N 77°31′21″O / 39.73306, -77.52250.

## Demografía
Según la Oficina del Censo en 2000 los ingresos medios por hogar en la localidad eran de $27,031 y los ingresos medios por familia eran $40,741. Los hombres tenían unos ingresos medios de $31,308 frente a los $20,647 para las mujeres. La renta per cápita para la localidad era de $17,467. Alrededor del 16.2% de la población estaba por debajo del umbral de pobreza.